# Papuasoniscus lutaoensis
Papuasoniscus lutaoensis là một loài chân đều trong họ Platyarthridae. Loài này được Jeon & Kwon miêu tả khoa học năm 1996.